# Desmia bourguignoni
Desmia bourguignoni là một loài bướm đêm trong họ Crambidae.